# Jorge Salcedo
Jorge Salcedo né le 6 février 1915 à Buenos Aires (Argentine) et mort le 12 avril 1988 à Buenos Aires est un acteur argentin de radio, de cinéma et de télévision.

## Biographie
Jorge Salcedo jeune homme, travaille dans le commerce et se consacre au théâtre. Pendant de nombreuses années, il joue dans des pièces dramatiques radiophoniques, avec l'actrice Julia Sandoval qui deviendra sa première épouse. Avec Luisa Vehil, il dirige en 1974, la pièce radiophonique « La Trampa » sur LR4 Radio Splendid. Il tourne au cinéma avec les réalisateurs les plus prestigieux pendant près de quarante ans depuis ses débuts dans " Mi amor eres tú " en 1941 réalisé par Manuel Romero. L'œuvre qui le fera connaitre fut le rôle principal dans " Apenas un Delincuente ", de Hugo Fregonese (1949). Il jouera à la télévision,  la pièce El Teatro de Jorge Salcedo. Jorge Salcedo reçoit le prix Condor d'argent du meilleur acteur en 1965, pour son rôle principal dans " Mujeres perdidas " et en 1966 pour son travail dans " Orden de matar ".
Il épouse en secondes noces le modèle Silvia Krsul ; le couple a deux enfants : Rossina Sylvia Codicimo né le 14 octembre 1970 et Jorge Hernán Codicimo né le 14 février 1973.

## Filmographie
- El diablo metió la pata (1980) dir. Carlos Rinaldi.
- Los drogadictos (1979) dir. Enrique Carreras.
- Los superagentes y el tesoro maldito (1978) dir. Adrián Quioga (Mario Sabato)
- Los chantas (1975) dir. José A. Martínez Suárez.
- Mi hijo Ceferino Namuncurá (1972) dir. Jorge Mobaied
- Un guapo del 900 (1971) dir. Lautaro Murúa.
- Los psexoanalizados ou Los neuróticos (1971) dir. Héctor Olivera.
- La buscona (1970) dir. Emilio Gómez Muriel.
- El sátiro (1970) dir. Kurt Land.
- Amalio Reyes, un hombre (1970) dir. Enrique Carreras.
- Los hinchas ou Pasión futbolera (1970) dir. Emilio Ariño.
- Cautiva en la selva (1969) dir. Leo Fleider.
- El andador (1967) dir. Enrique Carreras.
- Cuando los hombres hablan de mujeres (1967) dir. Fernando Ayala.
- El derecho de nacer (1966) dir. Tito Davison (México).
- Hotel alojamiento (1966) dir. Fernando Ayala.
- Ritmo nuevo y vieja ola (1965) dir. Enrique Carreras.
- Los hipócritas (1965) dir. Enrique Carreras.
- El reñidero (1965) dir. René Mugica.
- Orden de matar (1965) dir. Román Viñoly Barreto.
- Mujeres perdidas (1964) dir. Rubén W. Cavallotti.
- Los evadidos (1964) dir. Enrique Carreras.
- Un viaje al más allá (1963) dir. Enrique Carreras.
- Los viciosos (1962) dir. Enrique Carreras.
- Vacaciones en la Argentina (1960) dir. Guido Leoni.
- El crack (1960) dir. José A. Martínez Suárez
- La madrastra (1960) dir. Rodolfo Blasco.
- El cerco (1959) (inédit) dir. Claude Boissol.
- La venenosa (1958) dir. Miguel Morayta Martínez.
- Edad difícil (1956) dir. Leopoldo Torres Ríos.
- Para vestir santos (1955) dir. Leopoldo Torre Nilsson.
- El barro humano (1955) dir. Luis César Amadori.
- Rescate de sangre (1952) dir. Francisco Mugica.
- Mi noche triste (1952) dir. Lucas Demare.
- Llévame contigo (1951) dir. Juan Sires.
- Edición extra (1949) dir. Luis Moglia Barth.
- Corrientes... calle de ensueños! (1949) dir. Román Viñoly Barreto.
- Apenas un delincuente (1949) dir. Hugo Fregonese.
- Don Juan Tenorio (1949) dir. Luis César Amadori.
- Porteña de corazón (1948) dir. Manuel Romero.
- El hombre que amé (1947) dir. Alberto de Zavalía.
- La mujer más honesta del mundo (1947) dir. Leopoldo Torres Ríos.
- Un atardecer de amor (1943) dir. Rogelio Geissmann.
- La guerra la gano yo (1943) dir. Francisco Mugica.
- El espejo (1943) dir. Francisco Mugica.
- El pijama de Adán (1942) dir. Francisco Mugica.
- Embrujo (1941) dir. Enrique T. Susini.
- Los martes, orquídeas (1941) dir. Francisco Mugica.
- Mi amor eres tú (1941) dir. Manuel Romero.

## Télévision
- 1972: Alta comedia, dans l'épisode Vanina Vanini.
- 1966: Alias Buen Mozo.
- 1963: Avenida de mayo de 1963.
- 1963: Teleteatro, dans l'épisode Provocar a Dios, con Inés Moreno et Pedro Buchardo.